# Bagnica (województwo pomorskie)
Bagnica – osada leśna w Polsce położona w województwie pomorskim, w powiecie człuchowskim, w gminie Rzeczenica. 
Osada śródleśna Bagnica podlega nadleśnictwu Czarne, wchodzi w skład sołectwa Rzeczenica.
W latach 1975–1998 miejscowość administracyjnie należała do województwa słupskiego.